# Massey University

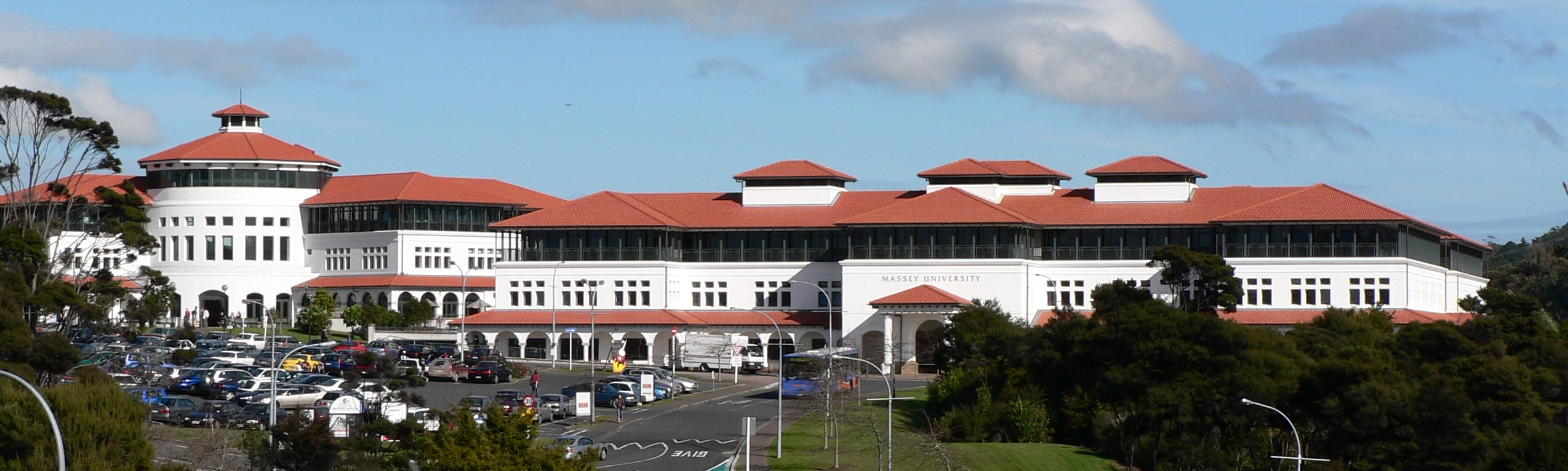
Campus in Albany

Die Massey University (Maori Te Kunenga ki Pūrehuroa) ist eine 1927 gegründete staatliche Universität in Neuseeland. Sie trägt den Namen des ehemaligen neuseeländischen Premierministers William Massey.
Die Universität hat an den Standorten Palmerston North, Wellington und Auckland rund 19.000 Studierende. Hinzu kommen etwa 18.000 neuseeländische Fernstudenten.

## Gliederung
Die fünf Fakultäten (colleges) der Universität decken ein breites Spektrum von Studienfächern ab:
1. Wirtschaft
2. Pädagogik
3. Geistes- und Sozialwissenschaften
4. Naturwissenschaften
5. Design, Schöne Künste und Musik

## Ehemalige Studenten
(Auswahl)
- Dionísio Babo (* 1966), osttimoresischer Politiker[1]
- Cristiano da Costa, osttimoresischer Politiker[2]
- Aurélio Sérgio Cristóvão Guterres (* 1966), osttimoresischer Hochschullehrer und Politiker
- Estanislau de Sousa Saldanha (* 1964), osttimoresischer Verleger
- Jorge da Conceição Teme (* 1964), osttimoresischer Politiker[3]
- Tingika Elikana (* 1961), Politiker in den Cookinseln
- Finn Butcher (* 1995), Kanute